# Laphria bernsteinii
Laphria bernsteinii är en tvåvingeart som beskrevs av Wulp 1872. Laphria bernsteinii ingår i släktet Laphria och familjen rovflugor. Inga underarter finns listade i Catalogue of Life.